# بارك ديتز
بارك ديتز (بالإنجليزية: Park Dietz) هو عالم جريمة وطبيب نفسي أمريكي، ولد في 13 أغسطس 1948 في كامب هيل في الولايات المتحدة.

## وصلات خارجية
- بارك ديتز على موقع IMDb (الإنجليزية)
- بارك ديتز على موقع قاعدة بيانات الفيلم (الإنجليزية)